# Wang Chin-Yu
Wang Chin-Yu es una deportista taiwanesa que compitió en taekwondo. Ganó una medalla en el Campeonato Mundial de Taekwondo de 1987, y dos medallas en el Campeonato Asiático de Taekwondo en los años 1986 y 1988.

## Palmarés internacional
| Representando a China Taipéi |                    |                   |           |
| Campeonato Mundial           |                    |                   |           |
| Año                          | Lugar              | Medalla           | Categoría |
| 1987                         | Barcelona (España) | Medalla de plata  | –70 kg    |
| Campeonato Asiático          |                    |                   |           |
| Año                          | Lugar              | Medalla           | Categoría |
| 1986                         | Darwin (Australia) | Medalla de bronce | –70 kg    |
| 1988                         | Katmandú ()        | Medalla de plata  | –70 kg    |